# Marquesado de Bonanaro
El marquesado de Bonanaro es un título nobiliario español  creado el 19 de febrero de 1630 por el rey Felipe IV de España a favor de Ignacio Carrillo de Albornoz y Carroz, señor de Bonnanaro, en el Reino de Cerdeña, actual Italia.
Ignacio Carrillo de Albornoz y Carroz (su nombre real era Ignacio Simó Carrillo de Albornoz y Artes Carroz), era hijo de Juan Simó  Carrillo de Albornoz y Comprat y de Hipólita Artes y Carroz, ambos poseedores de varios señoríos en Cerdeña. 

## Marqueses de Bonanaro
|                                     | Titular                                        | Periodo                             |
| Creación por Felipe IV              | Creación por Felipe IV                         | Creación por Felipe IV              |
| Marcheses di Bonnanaro (en Cerdeña) | Marcheses di Bonnanaro (en Cerdeña)            | Marcheses di Bonnanaro (en Cerdeña) |
| ----------------------------------- | ---------------------------------------------- | ----------------------------------- |
| I                                   | Ignacio Carrillo de Albornoz y Carroz          | 1630-                               |
| II                                  | Teodora Carrillo de Albornoz y Carroz          |                                     |
| III                                 | Josefa María Trelles Simó Carrillo de Albornoz |                                     |
| IV                                  | Sancho Fernández de Miranda y Trelles          |                                     |
| Rehabilitación por Alfonso XIII     |                                                |                                     |
| III                                 | María Dominga de Queralt y Fernández Maquieira | 1925-1926                           |
| IV                                  | Zenaida Piñeyro y de Queralt                   | 1926-1989                           |
| V                                   | María del Carmen Suelves y Piñeyro             | 1989-¿?                             |
| VI                                  | Almudena Salamanca y Suelves                   | 2002-actual titular                 |

## Historia de los marqueses de Bonanaro (en España), marcheses di Bonnanaro (en Italia)
- Ignacio Carrillo de Albornoz y Carroz, I marchese di Bonnanaro, en Italia. Reconocido como I marqués de Bonanaro en España Sin descendientes. Le sucedió su hermana:

- Teodora Carrillo de Albornoz, II marchesa di Bonnanaro en Italia. Reconocida como II marquesa de Bonanaro en España.  Señora de las baronías de Itri, Uri, Meilogo, Voluta, de las entradas de Ateloria y costas del Val (todas en el Reino de Cerdeña).

Casó con Benito Trelles y Villamil, I marqués de Torralba y I príncipe de la Sala de Partinico. Le sucedió su hija:
- Josefa María Trelles Simó Carrillo de Albornoz (test. 1713), III marchesa di Bonnanaro[2] y II marquesa de Torralba, tal y como se autodefine en su testamento.[3]

Casó con Lope Fernández de Miranda y Ponce de León, II marqués de Valdecarzana.
- Sancho Fernández de Miranda y Trelles, IV marchese di Bonnanaro, III marqués de Valdecarzana. Fue el último personaje que usó el título de marqués de Bonanaro (marchese di Bonnanaro) que pasó a principado di Bonnanaro (en Italia).

Rehabilitado en 1925 («a tercer titular») por
- María Dominga de Queralt y Fernández Maquieira (13 de noviembre de 1871-11 de julio de 1952[4]), III marquesa de Bonanaro,[5][6] y II condesa de Torralba de Aragón.[5][7]

Casó, el 26 de octubre de 1892, con Lorenzo Piñeyro y Fernández de Villavicencio, X marqués de Bendaña, grande de España y VIII marqués de la Mesa de Asta. En 1926, le sucedió, por cesión, su hija:
- Zenaida Piñeyro y de Queralt (Madrid, 24 de diciembre de 1895-4 de mayo de 1989), IV marquesa de Bonanaro.[8]

Casó con José de Suelves y Goyeneche. Le sucedió su hija:
- María del Carmen Suelves y Piñeyro, V marquesa de Bonanaro.[8]

Casó con José de Salamanca y Laffitte, IX marqués de Torre-Manzanal, hijo de José de Salamanca y Ramírez de Haro, IX  conde de Campo Alange, grande de España, VIII marqués de Torre-Manzanal,  VII marqués de Villacampo y XVII marqués de Guadalcázar, y de María Reyes Laffitte y Pérez del Pulgar. Le sucedió su hija en 1902:
- Almudena Salamanca y Suelves (n. Madrid, 26 de enero de 1955), VI marquesa de Bonanaro,[10] X condesa de Campo Alange, grande de España,[11] X marquesa de Torre-Manzanal y IV condesa de Lugar Nuevo.[9]

Casó, en Madrid, el 16 de julio de 1976, con Francisco Javier Castellano y Barón, XXVI conde de Nieva y conde de Valhermoso.